# Геденстед (муніципалітет)
Геденстед (дан. Hedensted) — муніципалітет у регіоні Центральна Ютландія королівства Данія. Площа — 551.3 квадратних кілометрів. Адміністративний центр муніципалітету — місто Геденстед.

## Населення
У 2012 році населення муніципалітету становило 46 029 осіб.